# Домагой
Домагой (хорв. Domagoj) — хорватське ім'я слов'янського походження, похідне від слов'янських елементів «дом»  і гой («рости, розмножуватися, виховувати, плекати»).

## Люди
- Домагой — князь Далматинської Хорватії в 864—876
- Домагой Абрамович — хорватський футболіст
- Домагой Антоліч — хорватський футболіст
- Домагой Bošnjak — хорватський баскетболіст
- Домагой Дувняк — хорватський гандболист
- Домагой Kapec — хорватський хокеїст
- Домагой Kapetanović — хорватський футболіст і менеджер
- Домагой Павичич — хорватський футболіст
- Домагой Пушич — хорватський футболіст
- Домагой Віда — хорватський футболіст
- Домагой Bratinčević — хорватський дзюдоїст
- Домагой Іванкович  - хорватський баскетболіст